# L'agonia delle aquile
L'agonia delle aquile (L'agonie des aigles) è un film del 1933 diretto da Roger Richebé.
Remake di L'agonie des aigles diretto da Dominique Bernard-Deschamps e Julien Duvivier del 1922

## Trama
1822: Un anno dopo la morte di Napoleone, durante la Restaurazione, gli ufficiali di Napoleone erano in pensione e dovettero vivere con la metà della paga. L'ufficiale Demi-Solde incita la popolazione, organizzando rivolte contro il regime di Luigi XVIII.